# جون سكينر ويلسون
العقيد جون سكينر ويلسون (بالإنجليزية: J. S. Wilson)‏ (1888 - 1969) كان نجم إسكتلندي في الكشافة وصديق ومعاصر لمؤسس الحركة الكشفية بادن باول وتم تعيينه لرئاسة المكتب الدولي في وقت لاحق ليصبح المكتب العالمي للالمنظمة العالمية للحركة الكشفية.